# ヒーローズカップ
ヒーローズカップ（HEROES CUP）は、NPO法人ヒーローズの主催により、ラグビースクールに所属する小学5年生・6年生を対象としたミニラグビーの大会で、2009年に創設された。特別協賛スポンサー名を冠して「大樹生命ヒーローズカップ」ともいう。例年、10月から12月までの地区大会を経て、1月から2月にかけて決勝大会が行われる。

## 概要
2024年度大会（決勝戦は2025年1月開催）時点。出典：
- 主催：NPO法人ヒーローズ
- 決勝大会の共催：横浜市・神奈川県
- 主管（運営）：ヒーローズカップ実行委員会
- 後援：スポーツ庁
- 特別協賛：大樹生命保険
- 目的：「こども世代へのラグビー普及と育成」を基本理念とし、ミニラグビーの全国規模の交流試合を行い、ラグビーの試合を通じて健全な精神と身体を養うことを目的とする。参加する全ての子どもたちに、夢と希望と感動を与えられる大会を目指す。
- 1スクール1チームとし、合同チームでの参加も可能。出場可能学年は、小学校5年生、6年生。
- 日本ラグビーフットボール協会制定の『令和4年改訂版 U-12 ミニラグビー 競技規則』による（9人制（FW3人）、20分ハーフ、ラインアウト各チーム2人、4号球使用（参考：中学生以上は5号球）、フィールド60m以内×40m以内など）。

さらに、優勝を目標・目的とはせず、小学生が勝ったり負けたりする体験を通して、悔しさやうれしさを感じ、思いやる心が育まれ成長していくことを目的としている。
ヒーローズカップでは、以下の項目を保護者に確認し、参加手続きとしている。
1. 選手自らが大会参加を望んでいること。
2. チームや仲間の為などとして指導者及び保護者が参加を強く求めないこと。
3. 怪我をしている、又は、テーピングなどで怪我をかばっての参加ではないこと。
4. 選手が過度な体重増減量や過密な練習で疲労が蓄積していない状態であること。
5. 選手として心身共に大会に参加できる万全の状態であることを確認し、保護者として承諾できる場合には、承諾書を提出する。

## NPO法人ヒーローズ
出典：
- 会長：林敏之
- 設立：2006年10月30日
- 所在地：大阪府豊中市曽根東町2-1-6-202

## 地区大会
各地区大会を経て、最終的に16チームが決勝大会に出場する。
2024年度大会（2024～2025年開催）では、以下のように、各地区大会から進出する。
| 地区     | 地区大会1                                      | 地区大会1 | 地区大会2                                               | 地区大会2 | 決勝大会                                                                            |
| 地区     | 大会名                                         | 進出      | 大会名                                                  | 進出      | 決勝大会                                                                            |
| -------- | ---------------------------------------------- | --------- | ------------------------------------------------------- | --------- | ----------------------------------------------------------------------------------- |
| 北海道   |                                                |           | 北海道大会（2024年10月19-20日）                         | 1チーム→  | 決勝大会 （2025年1月25-26日） 横浜国際総合競技場 （日産スタジアム、神奈川県横浜市） |
| 東北     |                                                |           | 東北大会（2024年11月9-10日）                            | 1チーム→  | 決勝大会 （2025年1月25-26日） 横浜国際総合競技場 （日産スタジアム、神奈川県横浜市） |
| 関東     | 埼玉熊谷大会（2024年10月6日）                  | 8チーム→  | 関東大会（2024年12月15日）                              | 5チーム→  | 決勝大会 （2025年1月25-26日） 横浜国際総合競技場 （日産スタジアム、神奈川県横浜市） |
| 関東     | 神奈川相模原大会1（2024年10月27日）            | 4チーム→  | 関東大会（2024年12月15日）                              | 5チーム→  | 決勝大会 （2025年1月25-26日） 横浜国際総合競技場 （日産スタジアム、神奈川県横浜市） |
| 関東     | 東京江東大会（2024年11月4日）                  | 4チーム→  | 関東大会（2024年12月15日）                              | 5チーム→  | 決勝大会 （2025年1月25-26日） 横浜国際総合競技場 （日産スタジアム、神奈川県横浜市） |
| 関東     | 神奈川相模原大会2（2024年11月23日）            | 4チーム→  | 関東大会（2024年12月15日）                              | 5チーム→  | 決勝大会 （2025年1月25-26日） 横浜国際総合競技場 （日産スタジアム、神奈川県横浜市） |
| 東海北陸 | 東海北陸大会1st Stage（2024年10月26日）        | 2チーム→  | 東海北陸大会2nd Stage（2024年12月1日）                  | 2チーム→  | 決勝大会 （2025年1月25-26日） 横浜国際総合競技場 （日産スタジアム、神奈川県横浜市） |
| 東海北陸 | 東海北陸大会1st Stage（2024年10月27日）        | 4チーム→  | 東海北陸大会2nd Stage（2024年12月1日）                  | 2チーム→  | 決勝大会 （2025年1月25-26日） 横浜国際総合競技場 （日産スタジアム、神奈川県横浜市） |
| 近畿     | 近畿地区大会（2024年11月23日）                 | 6チーム→  | 関西大会（2024年12月15日）                              | 4チーム→  | 決勝大会 （2025年1月25-26日） 横浜国際総合競技場 （日産スタジアム、神奈川県横浜市） |
| 近畿     | 第15回ドコモカップ(大阪)（2024年11月17・24日） | 6チーム→  | 関西大会（2024年12月15日）                              | 4チーム→  | 決勝大会 （2025年1月25-26日） 横浜国際総合競技場 （日産スタジアム、神奈川県横浜市） |
| 近畿     | 第42回兵庫県RS大会(兵庫)（2024年11月17・24日） | 4チーム→  | 関西大会（2024年12月15日）                              | 4チーム→  | 決勝大会 （2025年1月25-26日） 横浜国際総合競技場 （日産スタジアム、神奈川県横浜市） |
| 中国四国 | 中国四国大会（2024年11月23日）                 | 5チーム→  | 中四国大会（2024年12月8日）                             | 1チーム→  | 決勝大会 （2025年1月25-26日） 横浜国際総合競技場 （日産スタジアム、神奈川県横浜市） |
| 中国四国 | 第36回四国RS大会（2024年11月17日）             | 3チーム→  | 中四国大会（2024年12月8日）                             | 1チーム→  | 決勝大会 （2025年1月25-26日） 横浜国際総合競技場 （日産スタジアム、神奈川県横浜市） |
| 九州沖縄 |                                                |           | 第13回トライドリームカップ九州大会（2024年11月23-24日） | 2チーム→  | 決勝大会 （2025年1月25-26日） 横浜国際総合競技場 （日産スタジアム、神奈川県横浜市） |

## 決勝大会
1日目は、16チームを抽選で4チームずつ4ブロックに分けて、ブロック戦トーナメントを行う。
- 各ブロック戦の1位チームは、翌日に1位グループの「カップ」トーナメントを行う。
- 各ブロック戦の2位チームは、翌日に2位グループの「プレート」トーナメントを行う。
- 各ブロック戦の3位チームは、翌日に3位グループの「ボウル」トーナメントを行う。
- 各ブロック戦の4位チームは、翌日に4位グループの「シールド」トーナメントを行う。

## 歴代優勝チーム
「RS」はラグビースクール、「RC」はラグビークラブ、「RFC」ラグビーフットボールクラブ。
| 回 | 開催年 | 開催地                                                                | カップ優勝                      | プレート優勝                       | ボウル優勝           | シールド優勝                      | 備考 |
| -- | ------ | --------------------------------------------------------------------- | ------------------------------- | ---------------------------------- | -------------------- | --------------------------------- | --- |
| 1  | 2009   | 神戸製鋼灘浜グラウンド                                                | アウル洛南Jr.RFC                | -                                  | -                    | -                                 | [ 11 ] |
| 2  | 2010   | ユニバー記念競技場                                                    | 堺RS                            | -                                  | -                    | -                                 | [ 12 ] |
| 3  | 2011   | ユニバー記念競技場                                                    | 芦屋RS                          | -                                  | -                    | -                                 | [ 13 ] |
| 4  | 2012   | ユニバー記念競技場                                                    | アウル洛南Jr.RFC                | -                                  | -                    | -                                 | [ 14 ] |
| 5  | 2013   | ユニバー記念競技場                                                    | アウル沼南Jr.RFC                | 尼崎RS                             | 玄海Jr.RC            | -                                 | [ 15 ] |
| 6  | 2014   | ユニバー記念競技場                                                    | 長崎RS                          | 東大阪KINDAIクラブRS               | 横浜RS               | -                                 | [ 16 ] |
| 7  | 2015   | 花園ラグビー場                                                        | つくしヤングラガーズ            | 鎌倉RS                             | 京都西RS             | 兵庫県RS                          | |
| 8  | 2016   | 花園ラグビー場                                                        | 世田谷区RS                      | 東大阪KINDAIクラブRS               | 日向RS               | 伊丹RS                            | |
| 9  | 2017   | 花園ラグビー場                                                        | 横浜RS                          | 大村RS                             | 京都西RS             | 伊賀良RS                          | スプーン(5位グループ)優勝はワセダクラブRS                                                                                |
| 10 | 2018   | 長居球技場（キンチョウスタジアム）                                    | 世田谷区RS                      | 練馬RS                             | 大阪中央RS           | 関RS                              | [ 18 ] |
| 11 | 2019   | 横浜国際総合競技場（日産スタジアム）                                  | 東大阪KINDAIクラブRS            | 世田谷区RS                         | 横浜RS               | 江東RFC・春日LRC （同点両者優勝） | [ 19 ] |
| 12 | 2020   | 保土ケ谷公園ラグビー場                                                | 八尾RS                          | 堺RS                               | -                    | -                                 | [ 20 ] |
| 13 | 2021   | 横浜国際総合競技場（日産スタジアム） しんよこフットボールパーク       | 西宮甲東Jr.RC                   | 大分RS                             | -                    | -                                 | [ 21 ] |
| 14 | 2022   | 横浜国際総合競技場（日産スタジアム） しんよこフットボールパーク       | 江東RFC                         | 世田谷区RS                         | 浦和RS               | 脇本·船川RS                       | [ 22 ] |
| 15 | 2023   | 小机競技場（日産フィールド小机） しんよこフットボールパーク           | 鎌倉RS・豊田RS （同点両者優勝） | 江東RFC・つくしYR （同点両者優勝） | 東大阪KINDAIクラブRS | -                                 | 15回記念大会として、予選各地区から1チーム増やし23チームに、コミッショナー推薦枠1チーム加え、計24チームで決勝大会を実施。 |
| 16 | 2024   | 横浜国際総合競技場（日産スタジアム） 小机競技場（日産フィールド小机） | 豊田RS                          | 鎌倉RS                             | 兵庫県RS             | 倉敷RS                            | [ 27 ] |
| 17 | 2025   | 横浜国際総合競技場（日産スタジアム） 小机競技場（日産フィールド小机） | 八尾RS                          | 相模原RS                           | 江東RC               | 兵庫県RS                          | [ 28 ] [ 29 ] [ 30 ] |
| 回 | 開催年 | 開催地                                                                | カップ優勝                      | プレート優勝                       | ボウル優勝           | シールド優勝                      | 備考 |

## エピソード

### 第15回（2023年開催）
第15回（2023年開催）決勝大会は、15回記念大会として16チームから24チームに増やした。各地区大会から1チームずつ増やし、コミッショナー推薦枠1チームを加えた。前年まで使用の横浜国際総合競技場（日産スタジアム）は改修工事のため、横浜国際と同じ新横浜公園内で隣接する小机競技場（日産フィールド小机）を代わりに使用した。
24チームを抽選で8チームずつ3ブロックに分けて、ブロック戦トーナメントを行う。
- 各ブロック戦の1位・2位チームは、翌日に「カップ」トーナメントを行う。
- 各ブロック戦の3位・4位チームは、翌日に「プレート」トーナメントを行う。
- 各ブロック戦の5位・6位チームは、翌日に「ボウル」トーナメントを行う。

## スポンサー
- 第10回（2018年開催）から第14回（2022年開催）まで：特別協賛は大正製薬。大会名は「リポビタン ヒーローズカップ」。
- 第15回（2023年開催）から：特別協賛は大樹生命保険。大会名は「大樹生命 ヒーローズカップ」となる[5]。

## 放送・配信
Youtubeチャンネル「ヒーローズカップ」で、配信を行う場合がある。
少なくとも第10回（2018年開催）から、BS朝日で決勝大会のダイジェスト放送が行われている。